# Эверглейдс-Сити
Эверглейдс-Сити (англ. Everglades City) — городок со статусом city в округе Коллиер, штат Флорида, США. Некоторое время город исполнял функции административного центра округа.

## География
Город расположен в юго-западной части штата на берегу океана (бухта Чоколоски, устье реки Баррон), окружённый Десятью Тысячами Островов. Эверглейдс-Сити вытянут с севера на юг примерно на 2,5 километра, при этом его средняя ширина всего около 400 метров. Со всех сторон город окружен болотами и мелкими озёрами, высота центра населённого пункта равна нуля, из-за чего здесь нередки наводнения. Эверглейдс-Сити обслуживает аэропорт Everglades Airpark, расположенный на границе города и океана. Через город проходит автодорога местного значения Florida State Road 29, построенная в начале 1930-х годов — это стал первый способ сухопутной связи с другими населёнными пунктами штата и страны.
Площадь города составляет 3,1 км², из которых 0,7 км² (ок. 21%) занимают открытые водные пространства. В городе работает туристический центр, из которого удобно добраться до национального парка Эверглейдс.
Климат — тропический с сухой зимой и дождливым летом.

## История

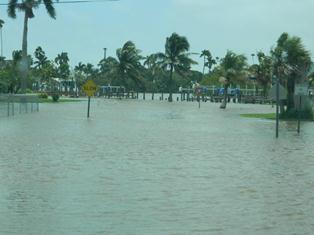
Наводнение, март 2013.

Изначально в местности, где ныне стоит Эверглейдс-Сити, проживали индейцы, однако к 1821 году, когда состоялась передача этой территории от Испании США, здесь не было постоянного населения. Первым американцем, поселившимся здесь постоянно, был некий Уильям Смит Аллен, который прибыл сюда в 1873 году в рамках освоения мыса Сейбл. В 1889 году Аллен переехал ещё южнее, в Ки-Уэст, а на месте будущего Эверглейдс-Сити поселился новый хозяин, некий Джордж У. Стортер-младший, который добился здесь определённой известности, выращивая крупные урожаи сахарного тростника. При нём в 1895 году здесь открылось первое почтовое отделение, которое носило название Эверглейд. Стортер организовал туристический бизнес для охотников и рыболовов, прибывающих с севера, а его дом постепенно разросся, стои́т и поныне, именуемый Клуб «Стержень и пушка». Это заведение неоднократно посещали Президенты США и другие известные личности, желавшие порыбачить в местных мелких водах.
Первая школа в Эверглейдсе открылась в 1893 году, однако она трижды за 17 лет меняла своё местоположение из-за природных катаклизмов, нередких в этом районе: последняя была уничтожена ураганом в 1910 году. Методистские проповедники (circuit riders) посещали поселение с 1888 года, один даже прожил здесь с 1889 по 1893 год, но церковь так и не была заложена.
В 1923 году был образован округ Коллиер, а Эверглейд стал его административным центром. В том же году он был инкорпорирован со статусом town и новым названием Эверглейдс (с добавлением буквы «с» на конце). В то время здесь проживало около дюжины семей, но спортсмены из более северных мест уже начали строить себе здесь дома, в которых можно было бы жить круглый год.
В 1965 году имя города было изменено на нынешнее: Эверглейдс-Сити, тогда же он перестал быть окружным центром, уступив это звание городку Ист-Нейплс.
В течение 1970-х и 1980-х годов Эверглейдс-Сити стал крупной перевалочной базой для контрабанды марихуаны. Этому способствовала относительная уединённость и изолированность городка, а также заброшенная взлётно-посадочная полоса для лёгких самолётов, годная к использованию. В этот незаконный бизнес оказались вовлечены многие жители города, конец разгулу преступности положил в конце 1980-х годов Рональд Рейган в ходе так называемой Войны с наркотиками.

## Демография
По переписи 2000 года в Эверглейдс-Сити проживали 479 человек (230 домохозяйств, 154 семьи). Расовый состав: белые — 96,45 %, негры и афроамериканцы — 0,84 %, индейцы — 0,63 %, азиаты — 0,42%, прочие расы — 1,46 %, смешанные расы — 0,21 %, латиноамериканцы (любой расы) — 3,97 %. В 13,9 % домохозяйств жили несовершеннолетние, в 9,1 % — пенсионеры, 60 % населения являлись супружескими парами, живущими вместе, 3 % представляли собой женщину — главу семьи без мужа, а 33 % не являлись семьями. Средняя семья состояла из 2,5 человек. 11,9 % населения были младше 18 лет, 4,2 % — от 18 до 24 лет, 19 % — от 25 до 44 лет, 30,5 % — от 45 до 64 лет и 34,4 % горожан были старше 64 лет. Средний возраст жителя был 25 лет. На каждые 100 женщин приходилось 104,7 мужчин, причём на 100 совершеннолетних женщин приходилось уже 111 мужчин сопоставимого возраста. Средний доход домохозяйства составлял 36 667 долларов в год, семьи — 38 929 долларов, мужчина в среднем зарабатывал 32 083 доллара в год, женщина — 22 222 доллара. Доход на душу населения был 20 535 долларов в год. 6,1 % семей и 6 % населения жили за чертой бедности, в том числе 9,5 % несовершеннолетних и 1,6 % пенсионеров.
По переписи 2010 года в Эверглейдс-Сити проживали 400 человек. Расовый состав: белые — 92,25 %, негры и афроамериканцы — 0,75 %, индейцы — 2,25 %, прочие расы — 3 %, смешанные расы — 1,75 %, латиноамериканцы (любой расы) — 11,25 %.

## Достопримечательности

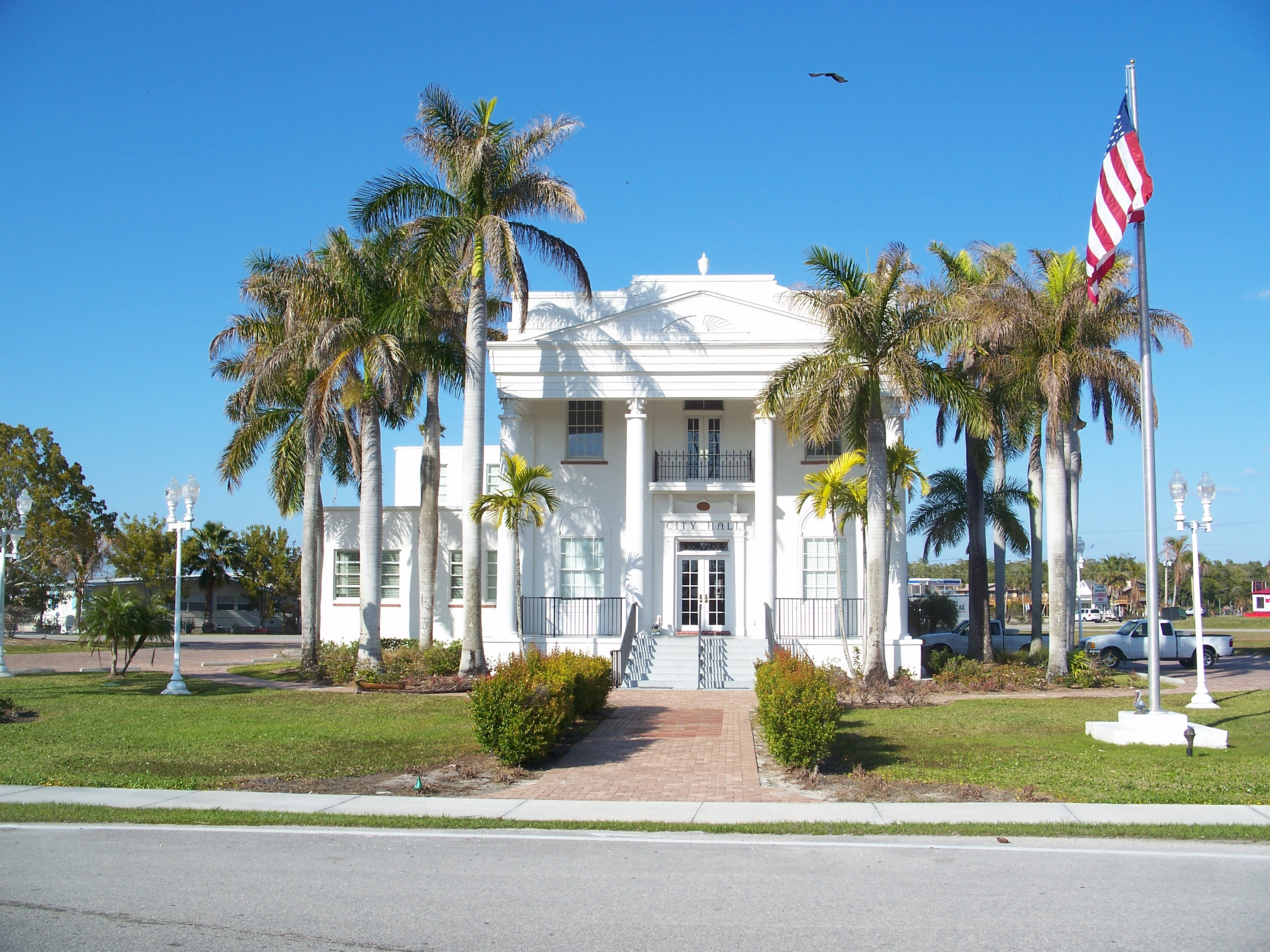
Старое здание окружного суда (1926)
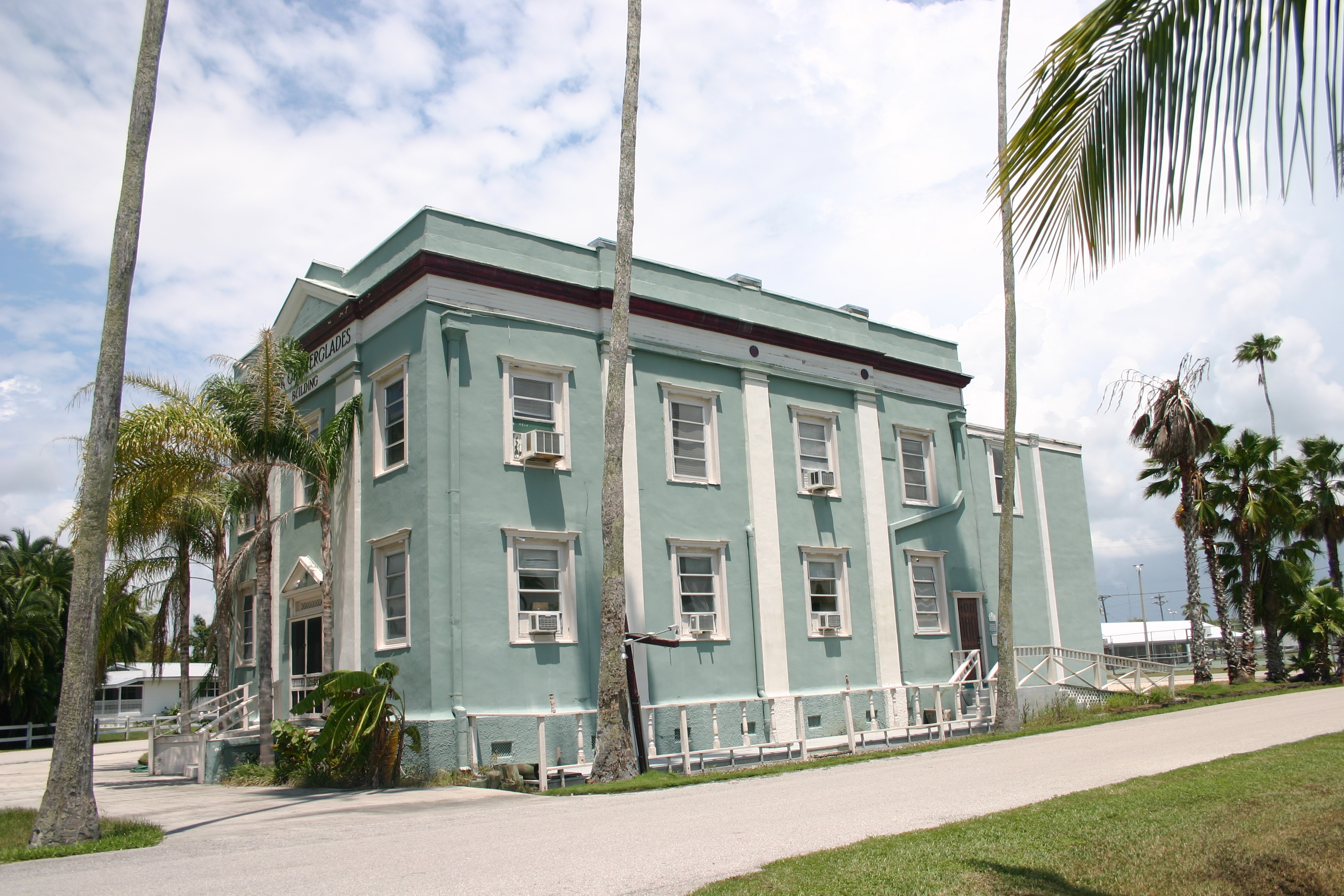
Здание банка
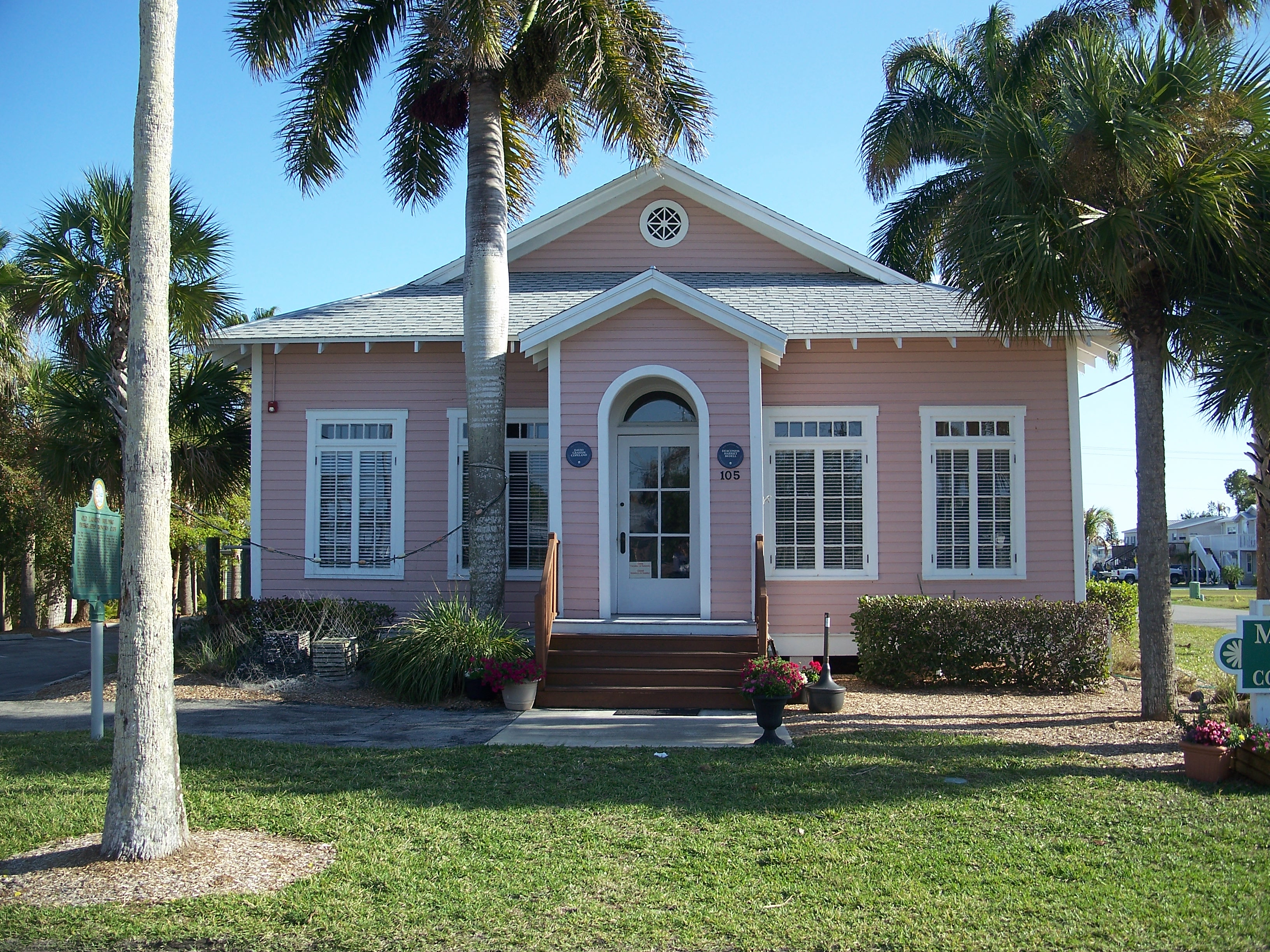
Здание прачечной (1928)
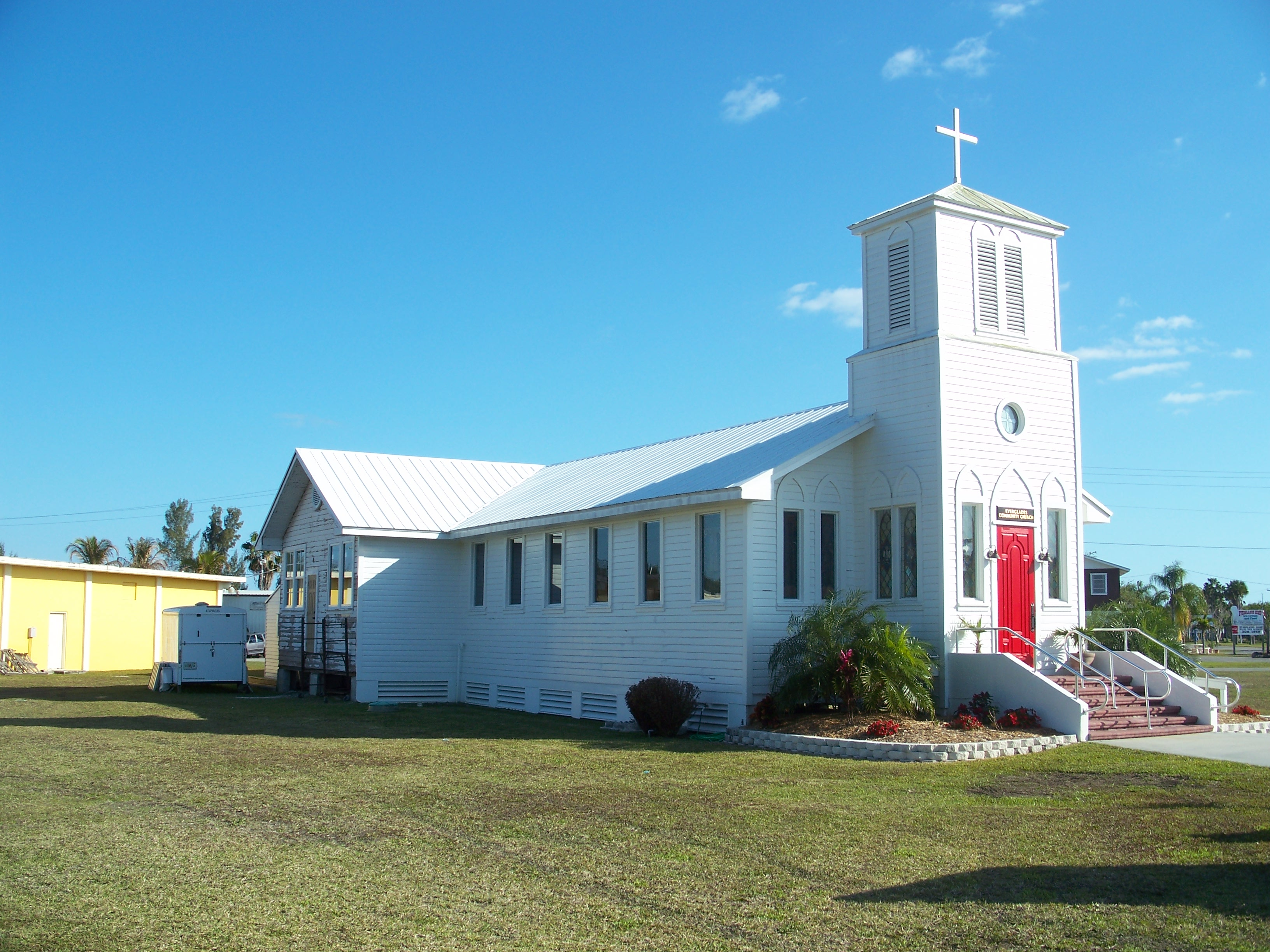
Церковь